# 鍾沛枝
鍾沛枝（英語：Gigi Chung Pui Chi，1982年7月15日—），人稱沛枝妹。香港演員，前無綫電視藝員。她早年就讀保良局姚連生中學，1999年畢業於世界龍岡學校劉皇發中學中五年級。入行前為船務助理。2001年度香港小姐競選亞軍。被許多人稱之為「突破原美小姐」。妹妹鍾天慧亦為演員。

## 演出作品

### 電視劇（無綫電視）

#### 2003年
- 金牌冰人 飾 丁倩儀

#### 2004年
- 天涯俠醫 飾 洪醫生

#### 2005年
- 酒店風雲 飾 Moon
- 本草藥王 飾 沈貴妃

#### 2006年
- 飛短留長父子兵 飾 Botty（第13集）
- 天幕下的戀人 飾 Helen

### 節目主持
- 都市閒情（2003-2006）
- 倫敦奥運（2012）

## 獎項
- 2001年：2001年度香港小姐競選亞軍